# 노란발바위왈라비
노란발바위왈라비 (Petrogale xanthopus)는 바위왈라비속 유대류의 일종이다. 이전에는 반지꼬리왈라비(ring-tailed wallaby)로 알려지기도 했으며, 캥거루와 왈라비, 나무캥거루 그리고 왈라루 등을 포함하고 있는 캥거루과에 속한다.

## 특징
노란발바위왈라비는 보통 균형이 잘 잡힌 유대류의 하나로 간주되며 한때는 모피를 얻기 위해 대량으로 살해되기도 했다. 털은 회색빛 갈색을 띠며 진한 적갈색 줄무늬가 있는 노란색 꼬리를 갖고 있으며 복부 쪽은 희고 앞다리와 앞발은 노란색이다. 완전히 자라면 어깨 높이는 60 cm, 몸무게는 7~13 kg 정도가 된다.

## 분포 및 서식지
뉴사우스웨일스 주 서부와 빅토리아 주 북서부, 사우스오스트레일리아 주 동부 지역 그리고 퀸즐랜드 주의 고립된 지역에서 발견된다. 일반적으로 사람이 거주하는 곳 근처에서는 발견되지 않으며, 대신에 거친 지형과 암반 지역을 좋아한다. 바위왈라비는 뛰어난 민첩성을 갖고 절벽을 오르며 바위를 기어오르고 상당한 거리의 바위 틈 사이를 건너 뛸 수 있다. 이와같은 서식지가 방목하는 동물에게는 접근이 쉽지 않기 때문에 이 바위왈라비는 캥거루과에 속하는 다른 작은 종들보다 일반적으로 더 잘 지내 왔다.

## 사진
- 애들레이드 동물원의 새끼와 함께 있는 노란발바위왈라비.
- 플린더스 산맥 와렌 협곡 야생의 노란발바위왈라비.
- 브리스틀 동물원의 육아낭에서 바로 나온 새끼와 암컷 노란발바위왈라비